# Boia salva-vidas
Uma bóia salva-vidas é uma bóia projetada para ser lançada a uma pessoa na água para fornecer flutuabilidade e evitar afogamento. Algumas bóias salva-vidas modernas são equipadas com uma ou mais luzes ativadas pela água do mar para auxiliar no resgate à noite.

## Descrição
A bóia salva-vidas é geralmente um dispositivo de flutuação pessoal em forma de anel ou ferradura com uma linha de conexão que permite que a vítima seja puxada até o resgatador em um barco. São transportados por navios e barcos e localizados ao lado de corpos d'água e piscinas.
Leonardo da Vinci esboçou um conceito para uma roda de segurança, bem como para sapatos flutuantes e bastões de equilíbrio para caminhar sobre a água.

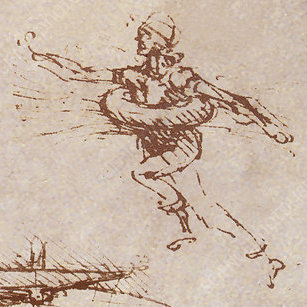
Esboços de projeto de Leonardo da Vinci para uma roda de segurança
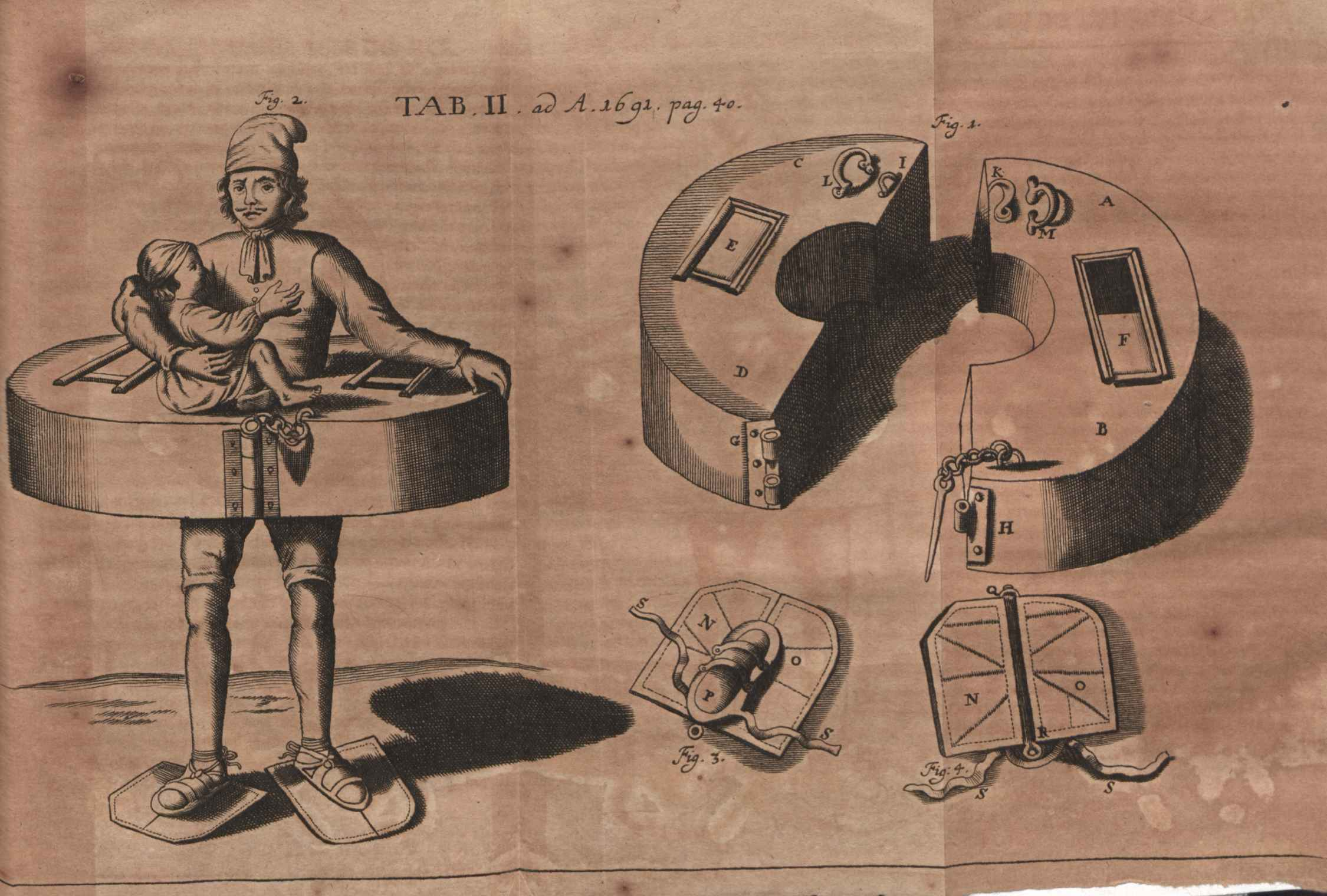
Primeiros estudos sobre a bóia salva-vidas ilustrados na Acta Eruditorum, 1691

## Galeria

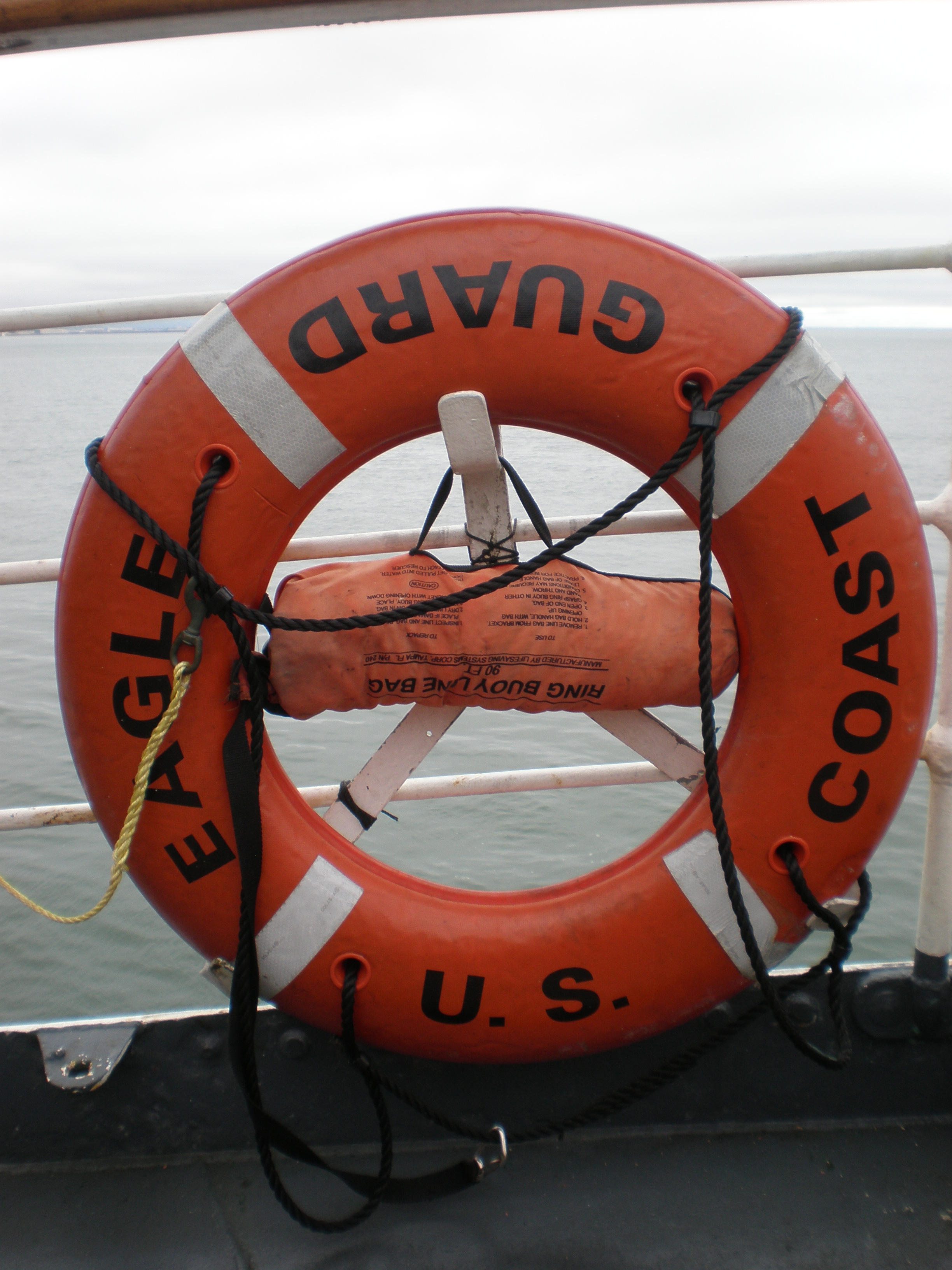
Bóia salva-vidas de uso comercial a bordo do USCGC Eagle
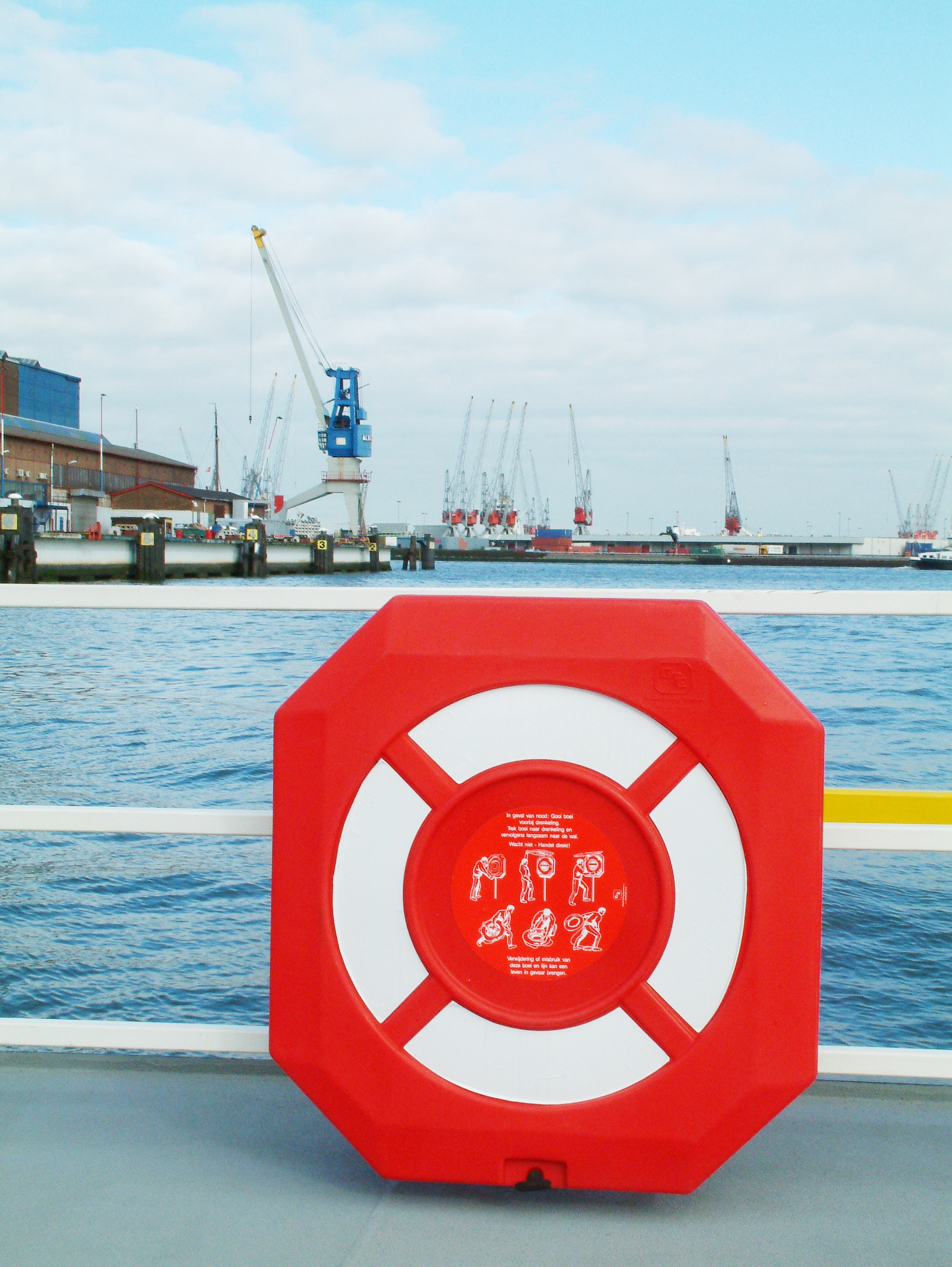
Bóia salva-vidas em recipiente com corda escondida
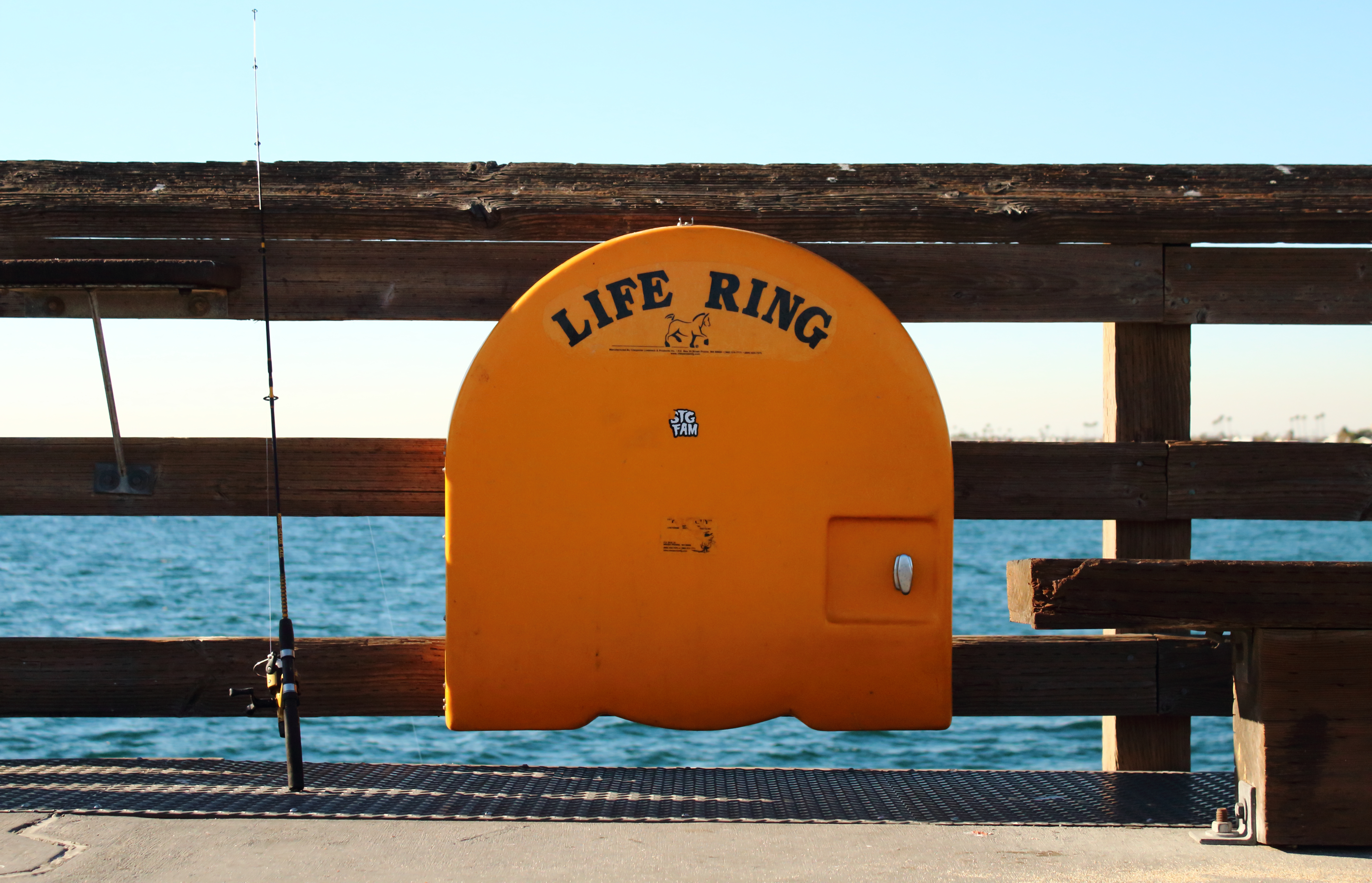
Bóia salva-vidas em recipiente em Newport Beach, Califórnia
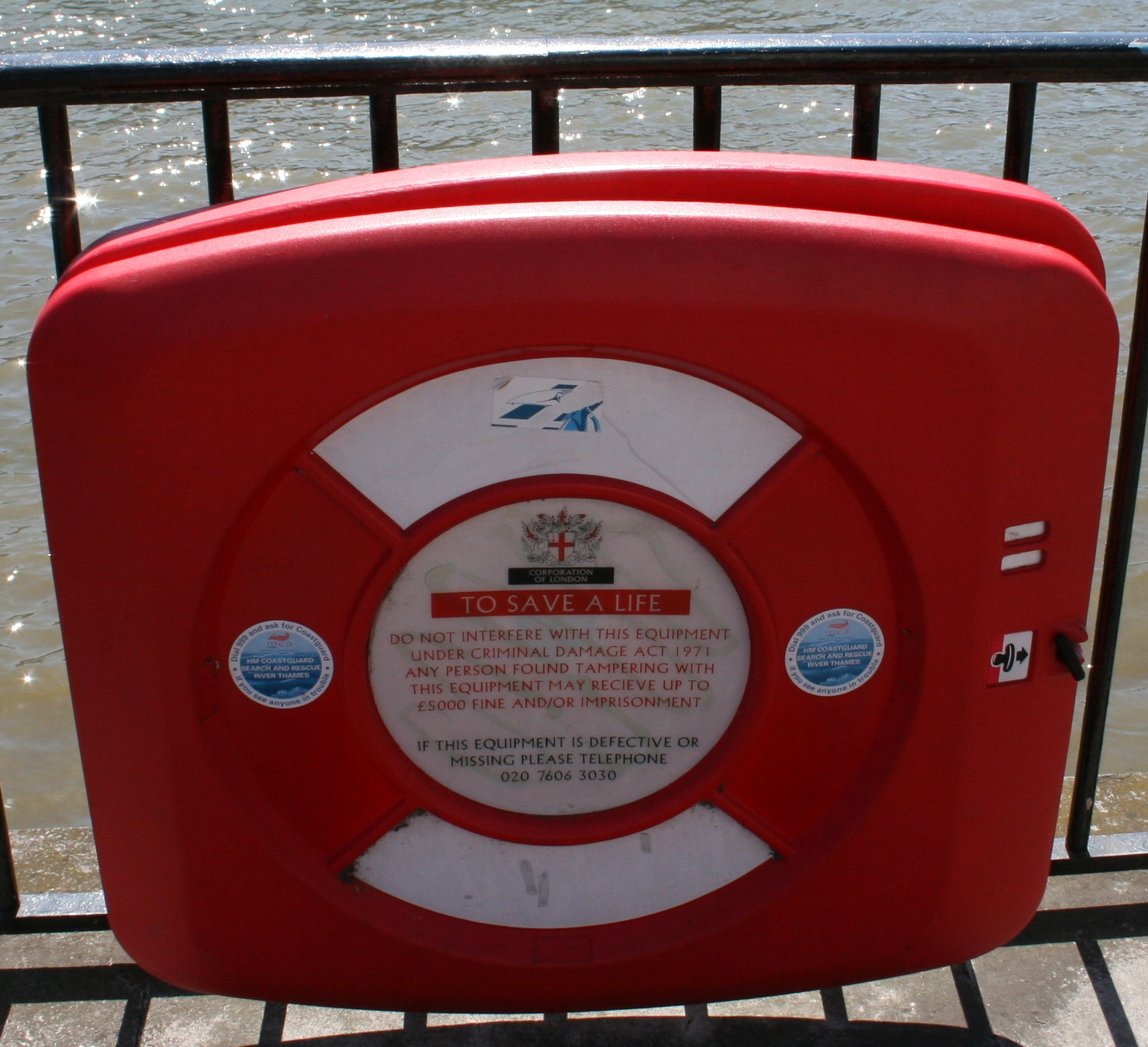
Bóia salva-vidas em recipiente perto do rio Tâmisa
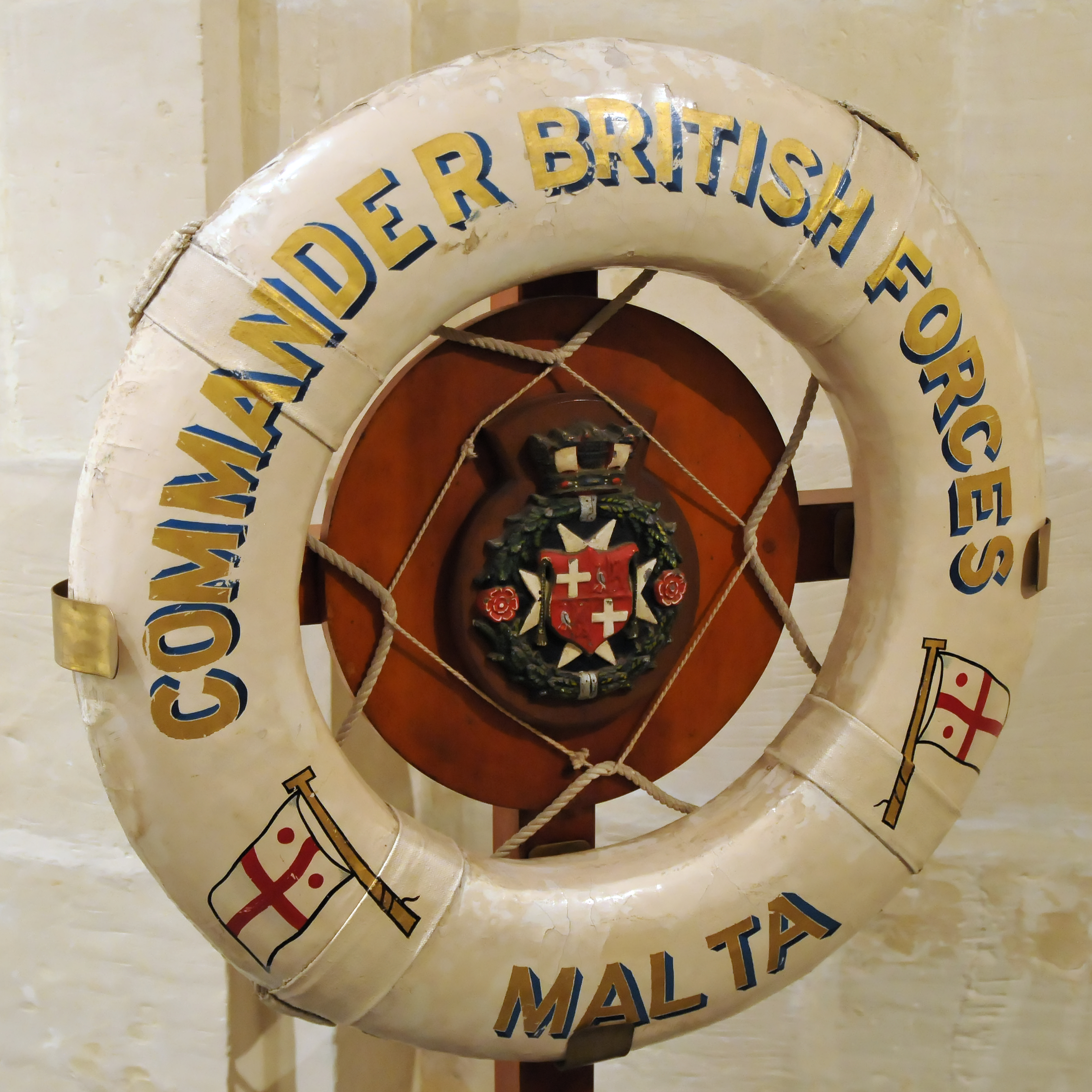
Estilo antigo de bóia salva-vidas
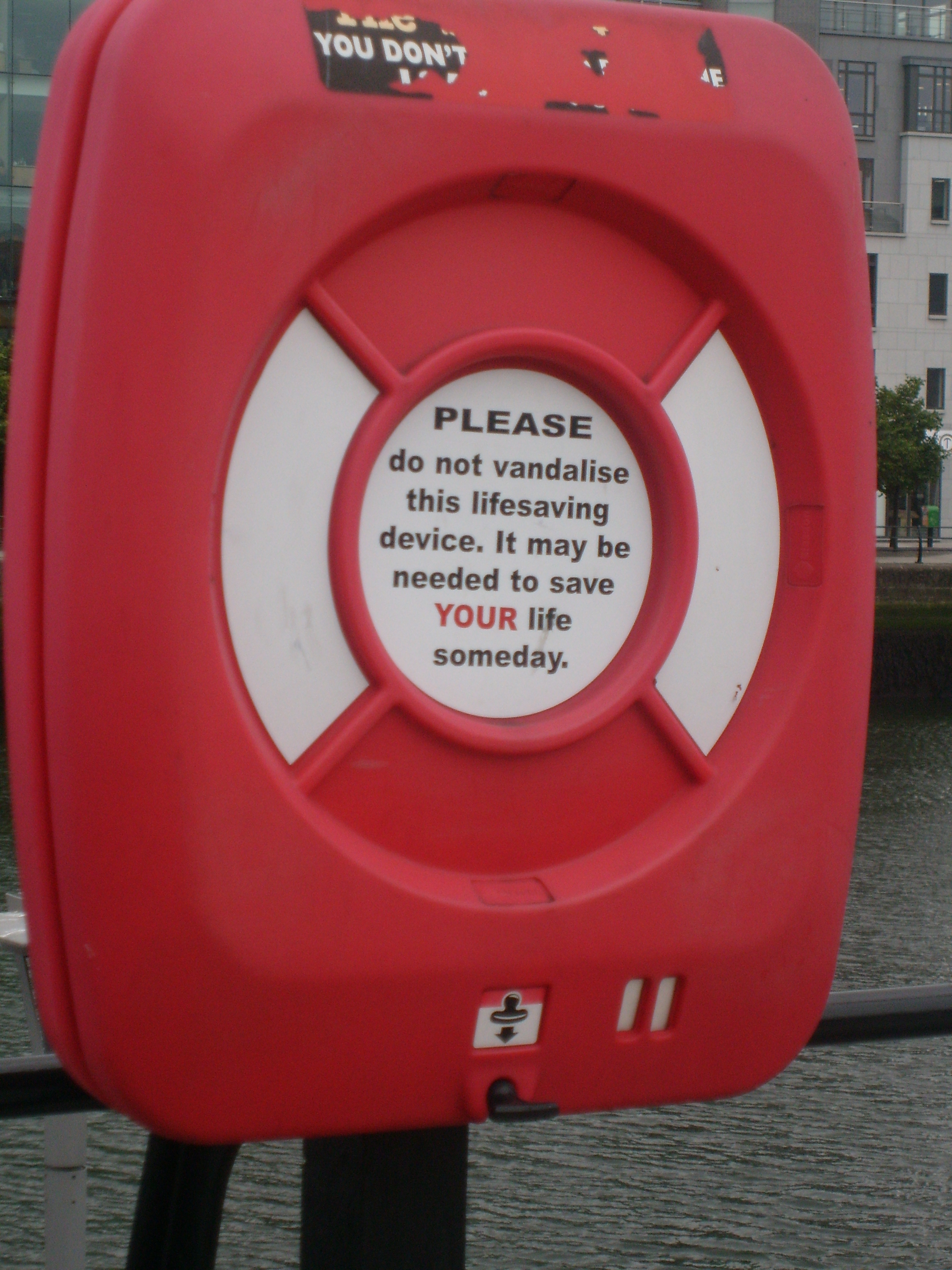
Bóia salva-vidas na Irlanda
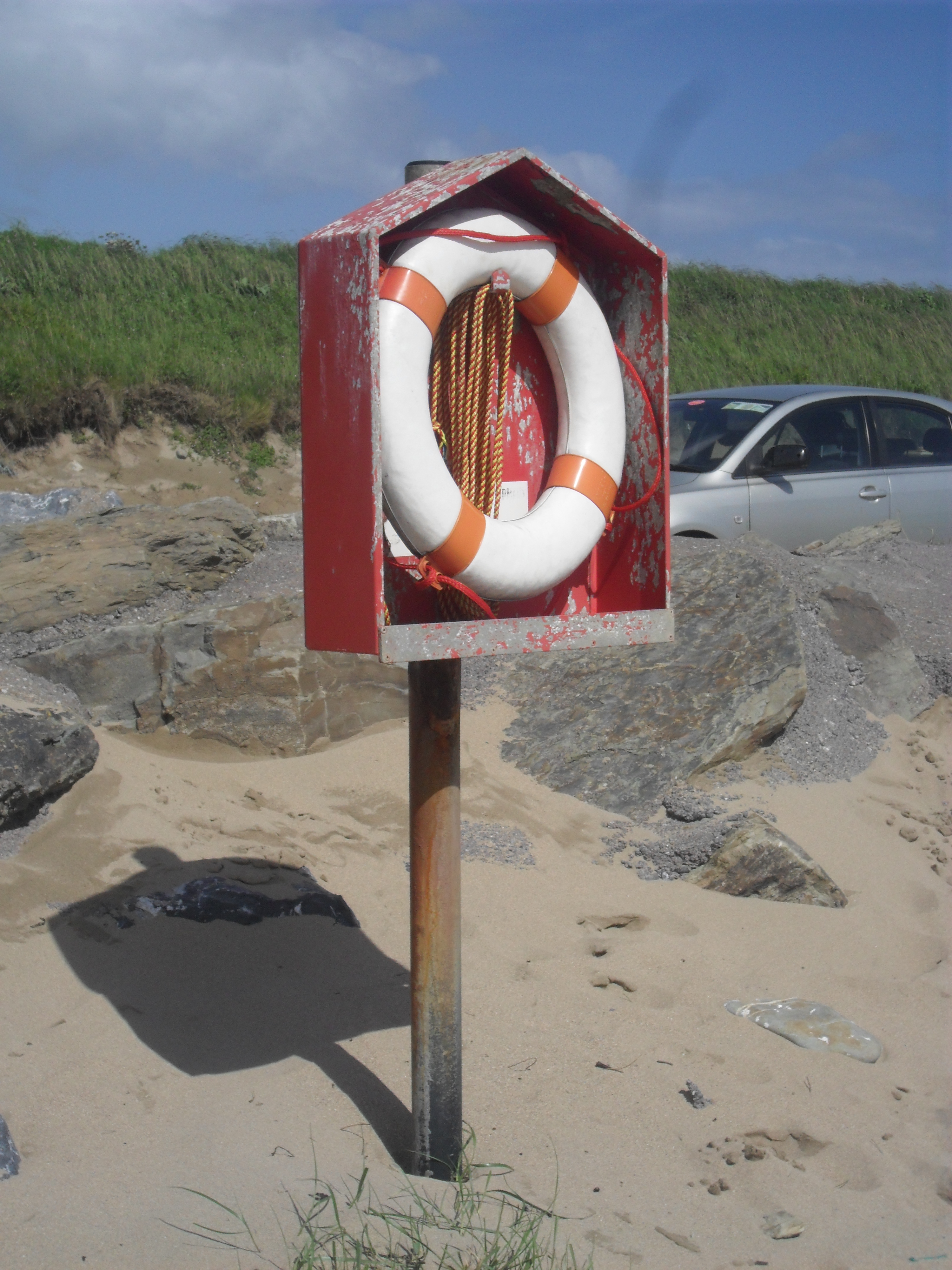
Bóia salva-vidas em uma praia
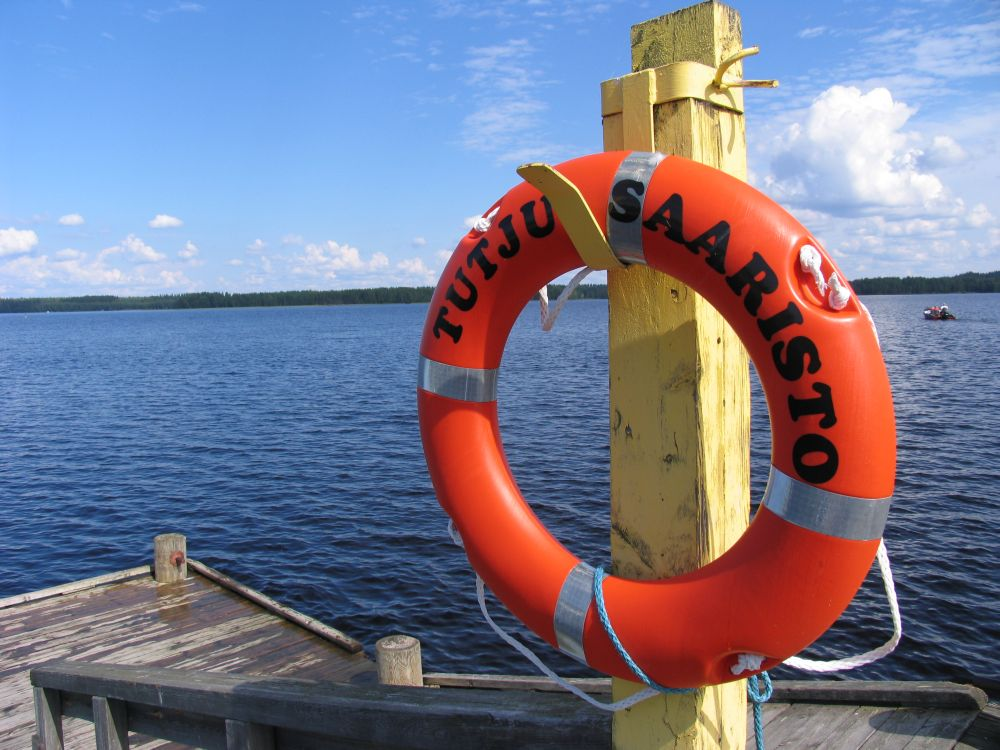
Bóia salva-vidas em Tutjuniemi do porto de Saaristo em Liperi, Carélia do Norte, Finlândia